# Bannes (Haute-Marne)
Pour les articles homonymes, voir Bannes.
Bannes est une commune française située dans le département de la Haute-Marne, en région Grand Est.

## Géographie

### Localisation
Le village est situé à cinq kilomètres de Neuilly-l'Évêque, à huit de Langres, à onze de Rolampont et à quinze de Montigny-le-Roi.

### Hydrographie
La commune est dans la région hydrographique « la Seine de sa source au confluent de l'Oise (exclu) » au sein du bassin Seine-Normandie. Elle est drainée par le ruisseau du Val de Gris, le Fossé 02 de la Coudre, le Fossé 03 de la Coudre, le ruisseau de Chardonnoy, le ruisseau de l'Étang et le ruisseau du Moulinot,.
Le ruisseau du Val de Gris, d'une longueur de 21 km, prend sa source dans la commune de Bonnecourt et se jette  dans la Marne à Rolampont, après avoir traversé neuf communes. 

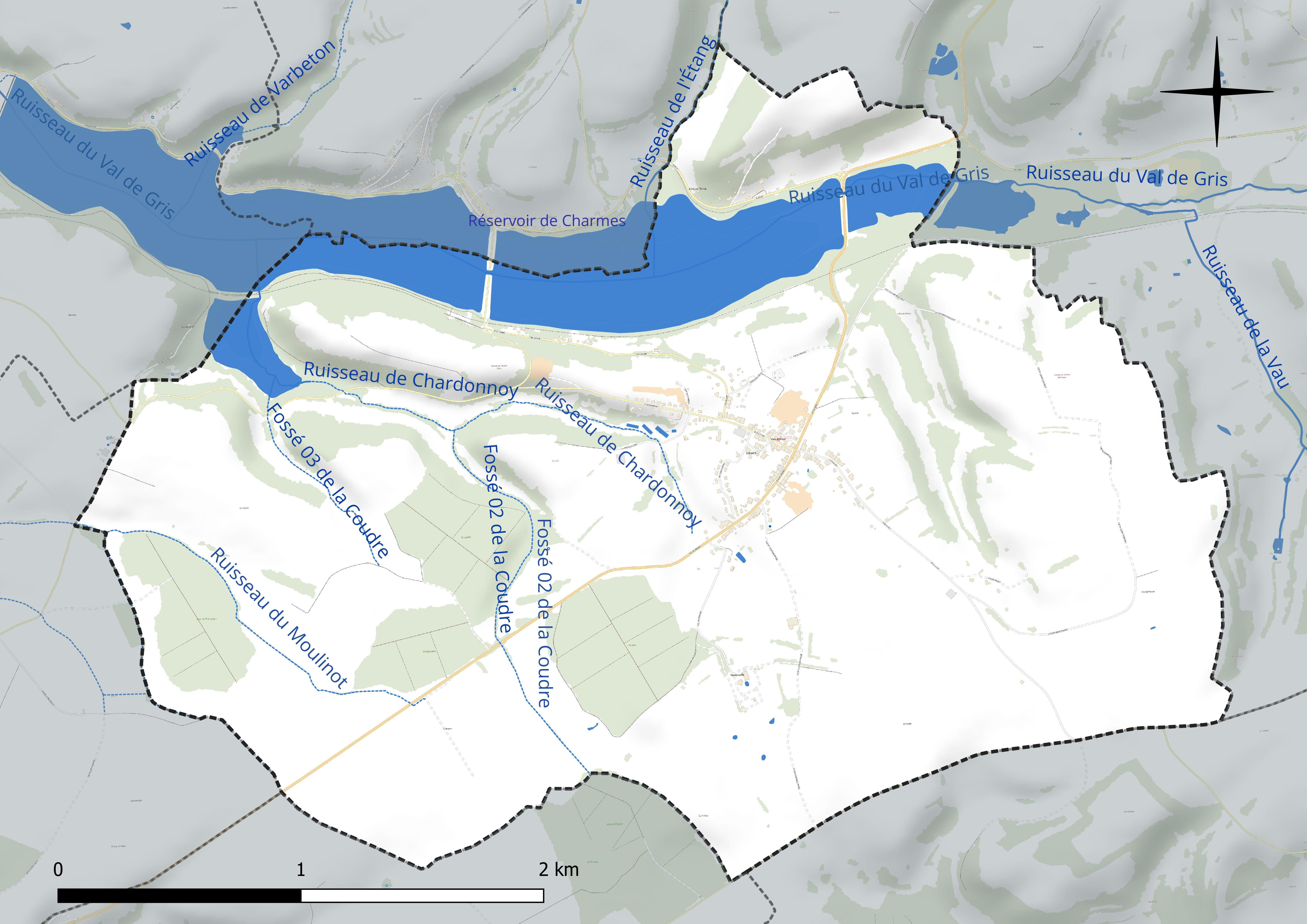
Réseau hydrographique de Bannes.

Un plan d'eau complète le réseau hydrographique : le réservoir de Charmes, d'une superficie totale de 161,5 ha (75,9 ha sur la commune),.

### Climat
Pour des articles plus généraux, voir Climat du Grand Est et Climat de la Haute-Marne.
En 2010, le climat de la commune est de type climat des marges montargnardes, selon une étude du Centre national de la recherche scientifique s'appuyant sur une série de données couvrant la période 1971-2000. En 2020, Météo-France publie une typologie des climats de la France métropolitaine dans laquelle la commune est exposée à un climat océanique altéré et est dans la région climatique  Lorraine, plateau de Langres, Morvan, caractérisée par un hiver rude (1,5 °C), des vents modérés et des brouillards fréquents en automne et hiver. 
Pour la période 1971-2000, la température annuelle moyenne est de 9,4 °C, avec une amplitude thermique annuelle de 17 °C. Le cumul annuel moyen de précipitations est de 946 mm, avec 13 jours de précipitations en janvier et 9,1 jours en juillet. Pour la période 1991-2020, la température moyenne annuelle observée sur la station météorologique de Météo-France la plus proche, « Neuilly-l'Évêque », sur la commune de Neuilly-l'Évêque à 4 km à vol d'oiseau, est de 10,3 °C et le cumul annuel moyen de précipitations est de 859,2 mm. 
La température maximale relevée sur cette station est de 38,8 °C, atteinte le 25 juillet 2019 ; la température minimale est de −22,7 °C, atteinte le 20 décembre 2009,,. 
Les paramètres climatiques de la commune ont été estimés pour le milieu du siècle (2041-2070) selon différents scénarios d'émission de gaz à effet de serre à partir des nouvelles projections climatiques de référence DRIAS-2020. Ils sont consultables sur un site dédié publié par Météo-France en novembre 2022.

## Urbanisme

### Typologie
Au 1er janvier 2024, Bannes est catégorisée commune rurale à habitat dispersé, selon la nouvelle grille communale de densité à sept niveaux définie par l'Insee en 2022.
Elle est située hors unité urbaine. Par ailleurs la commune fait partie de l'aire d'attraction de Langres, dont elle est une commune de la couronne,. Cette aire, qui regroupe 77 communes, est catégorisée dans les aires de moins de 50 000 habitants,.

### Occupation des sols
L'occupation des sols de la commune, telle qu'elle ressort de la base de données européenne d’occupation biophysique des sols Corine Land Cover (CLC), est marquée par l'importance des territoires agricoles (73,5 % en 2018), une proportion identique à celle de 1990 (73,5 %). La répartition détaillée en 2018 est la suivante : 
prairies (48,8 %), terres arables (16,6 %), forêts (14,5 %), eaux continentales (9 %), zones agricoles hétérogènes (8,1 %), zones urbanisées (3 %). L'évolution de l’occupation des sols de la commune et de ses infrastructures peut être observée sur les différentes représentations cartographiques du territoire : la carte de Cassini (XVIIIe siècle), la carte d'état-major (1820-1866) et les cartes ou photos aériennes de l'IGN pour la période actuelle (1950 à aujourd'hui).

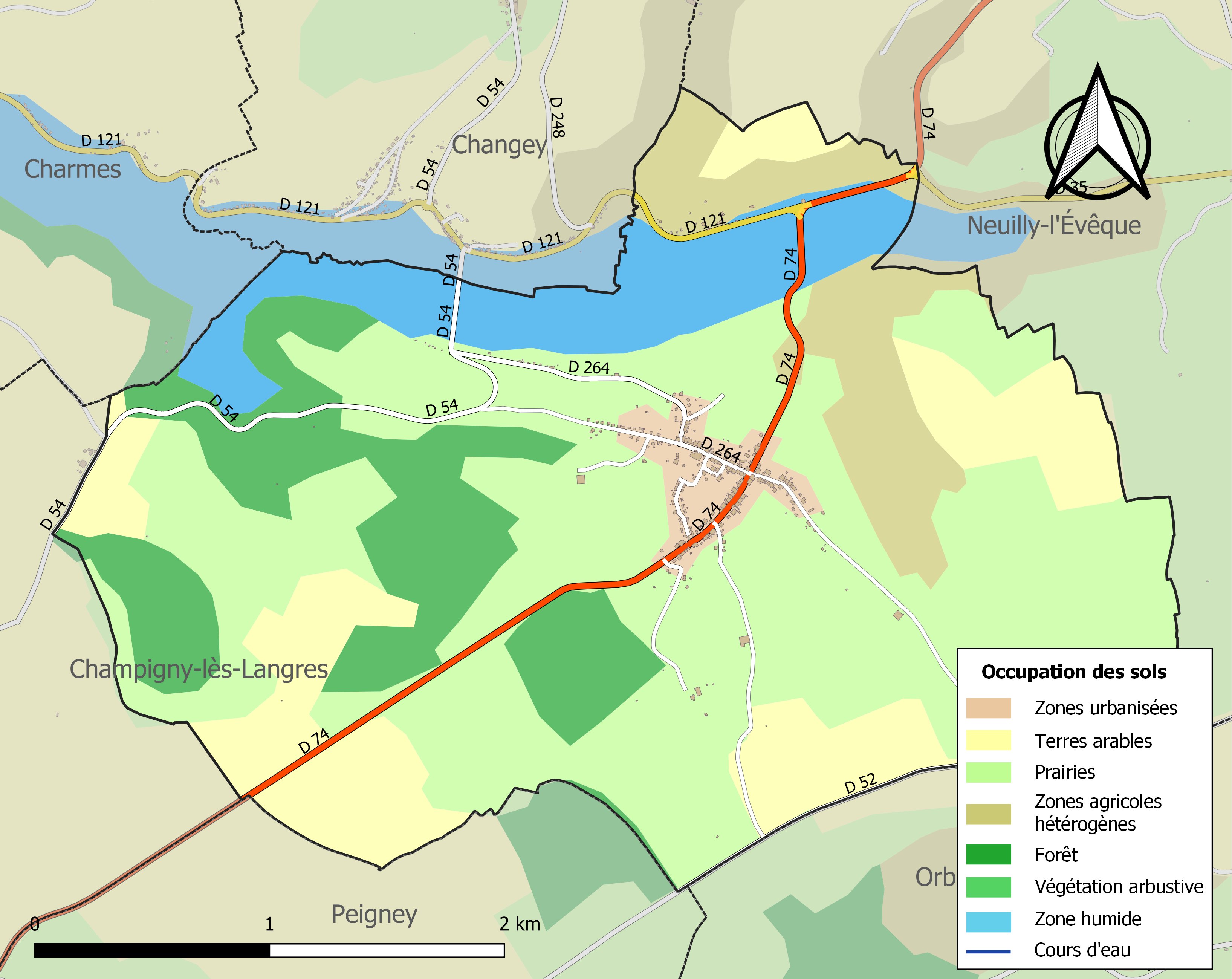
Carte des infrastructures et de l'occupation des sols de la commune en 2018 (CLC).

## Toponymie
Le nom de la localité est attesté sous les formes « In pago Lingonico, inter Bannam et Pausam villas » (909) ; Banne (1198) ; Baanne (1336) ; Bannes (1675).

Albert Dauzat y décèle pour origine un préfixe gaulois et pré-gaulois *ban-, « pointe », tandis qu'Ernest Nègre envisage un ancien français *banne, « corne », souvent utilisé en toponymie pour désigner un sommet escarpé, qui a dû désigner les hauteurs voisines. Le mot désigne une pointe rocheuse marquée mais de dimension généralement modeste.

## Histoire

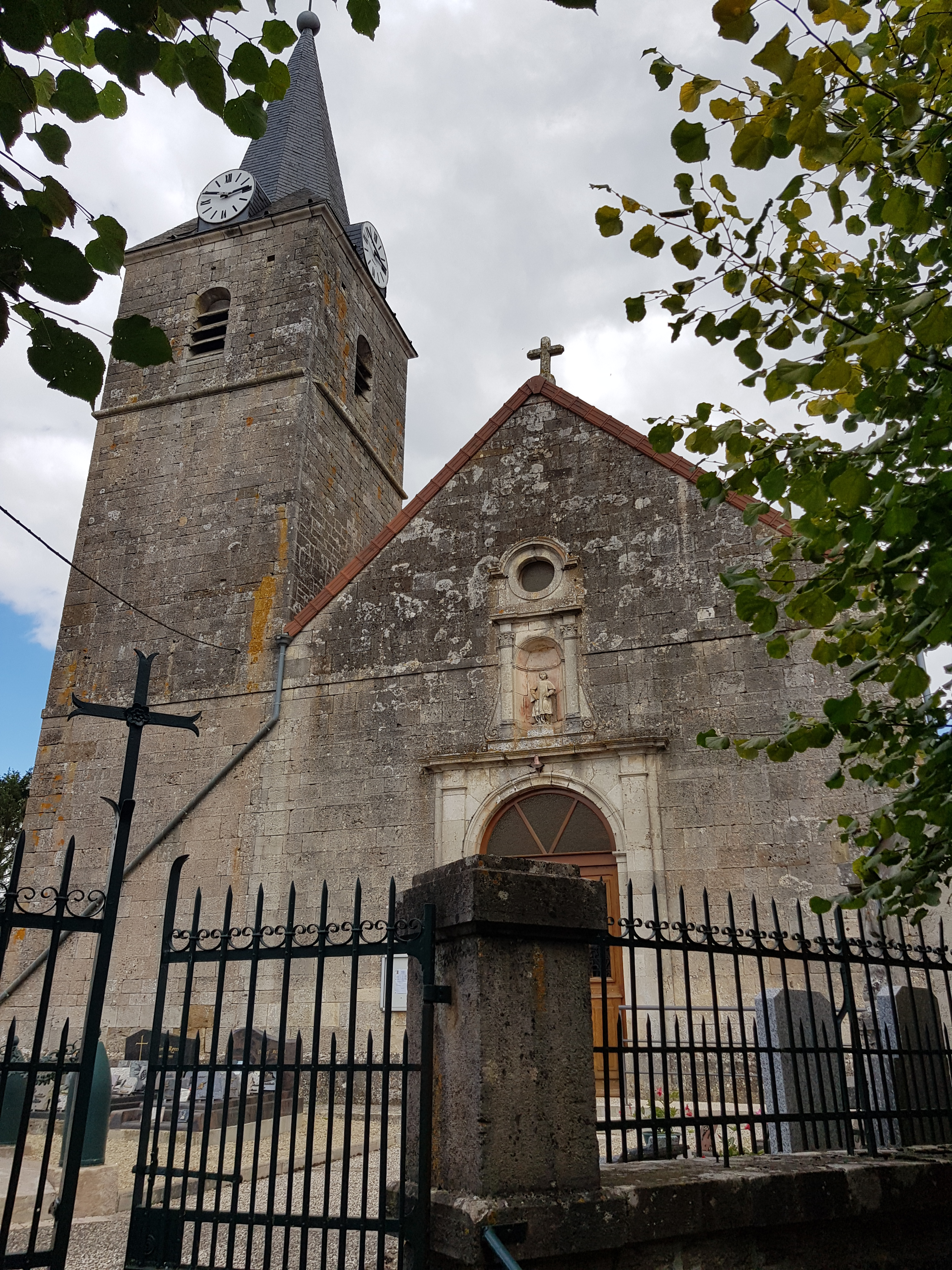
Eglise de Bannes en Haute-Marne (52360).

- 1er juin 1972 : Bannes est rattachée à Neuilly-l'Évêque qui prend le nom de Val-de-Gris.
- 1er janvier 1984 : Bannes est rétablie.

## Politique et administration

### Liste des maires
| Période                                  | Période   | Identité                          | Étiquette | Qualité                             |
| ---------------------------------------- | --------- | --------------------------------- | --------- | ----------------------------------- |
| Les données manquantes sont à compléter. |           |                                   |           |                                     |
|                                          | ?         |                                   |           |                                     |
|                                          | ?         | Sosthène Petitot                  |           |                                     |
|                                          | mars 1971 | Louis Marie Raoul Charles Girault |           | menuisier décédé le 25 janvier 1982 |
| mars 1971                                | mars 1977 | Pierre Paul Auguste Hutinet       |           | conducteur de Micheline SNCF        |
| mars 1977                                | mars 1983 | Bernard Charles                   |           | agriculteur                         |
| mars 1983                                | mars 1989 | Aurèle Raymond Paul Girardot      |           | employé SNCF                        |
| mars 1989                                | mars 2001 | Jean-Pierre Girardot              |           |                                     |
| mars 2001                                | mars 2014 | Jean-Claude Pierre                |           |                                     |
| mars 2014                                | En cours  | Fabrice Maréchal                  |           | Cadre                               |

## Population et société

### Démographie
L'évolution du nombre d'habitants est connue à travers les recensements de la population effectués dans la commune depuis 1793. Pour les communes de moins de 10 000 habitants, une enquête de recensement portant sur toute la population est réalisée tous les cinq ans, les populations de référence des années intermédiaires étant quant à elles estimées par interpolation ou extrapolation. Pour la commune, le premier recensement exhaustif entrant dans le cadre du nouveau dispositif a été réalisé en 2006.

En 2022, la commune comptait 364 habitants, en évolution de −3,19 % par rapport à 2016 (Haute-Marne : −4,62 %, France hors Mayotte : +2,11 %).
| 1793 | 1800 | 1806 | 1821 | 1831 | 1836 | 1841 | 1846 | 1851 |
| ---- | ---- | ---- | ---- | ---- | ---- | ---- | ---- | ---- |
| 362  | 349  | 446  | 410  | 418  | 445  | 422  | 430  | 430  |

| 1856 | 1861 | 1866 | 1872 | 1876 | 1881 | 1886 | 1891 | 1896 |
| ---- | ---- | ---- | ---- | ---- | ---- | ---- | ---- | ---- |
| 372  | 382  | 389  | 386  | 397  | 381  | 350  | 373  | 310  |

| 1901 | 1906 | 1911 | 1921 | 1926 | 1931 | 1936 | 1946 | 1954 |
| ---- | ---- | ---- | ---- | ---- | ---- | ---- | ---- | ---- |
| 336  | 498  | 327  | 263  | 253  | 253  | 252  | 286  | 265  |

| 1962 | 1968 | 1990 | 1999 | 2006 | 2011 | 2016 | 2021 | 2022 |
| ---- | ---- | ---- | ---- | ---- | ---- | ---- | ---- | ---- |
| 292  | 265  | 393  | 392  | 395  | 395  | 376  | 366  | 364  |

## Culture locale et patrimoine

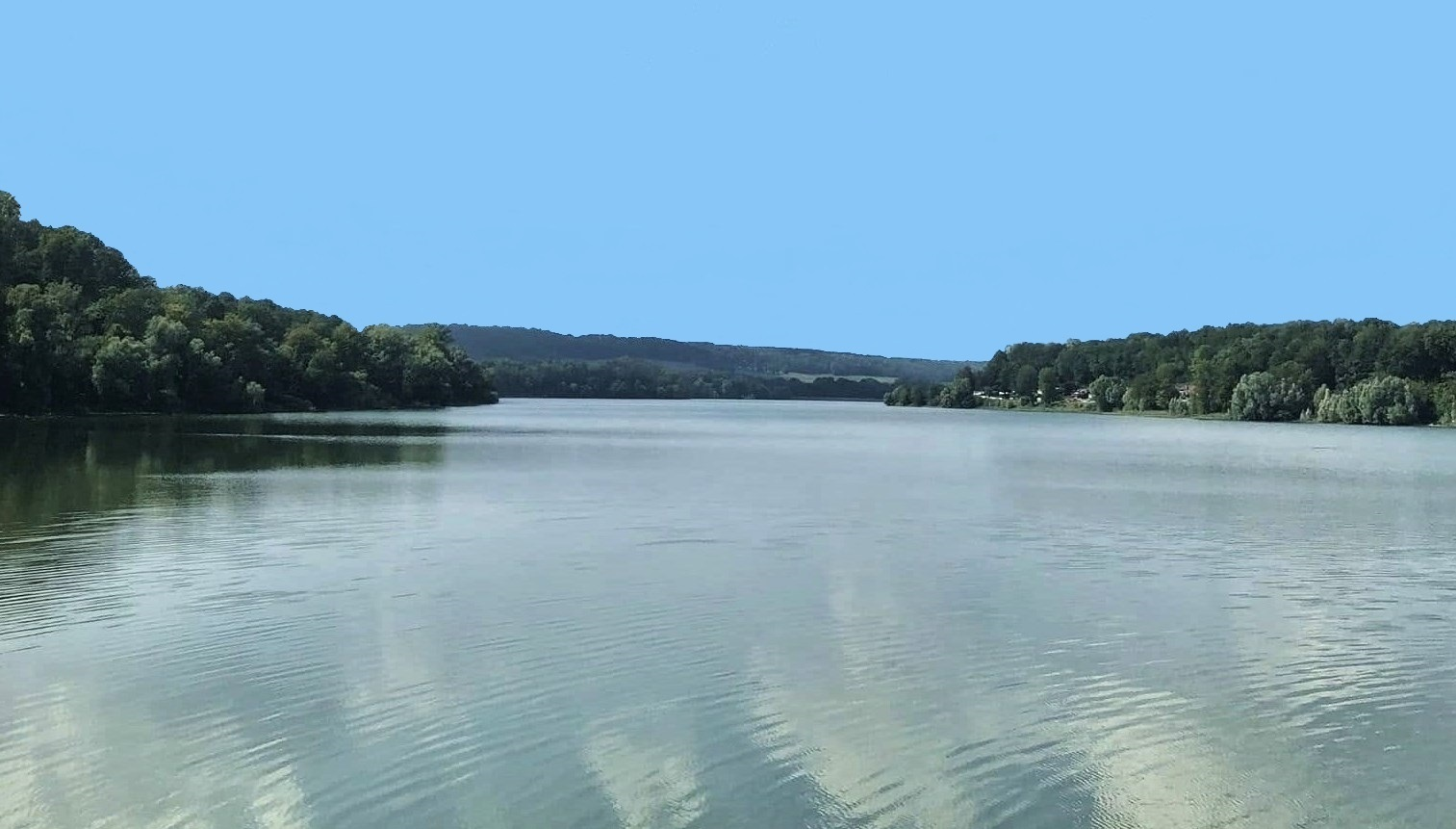
Le lac de Charmes

### Lieux et monuments
- Le lac de Charmes.

### Personnalités liées à la commune
- Alexandre Desgrez